# میندسنت
میندسنت (به مجاری:  Mindszent) یک منطقهٔ مسکونی در مجارستان است که در ناحیه هودمزوواشارهی واقع شده‌است. میندسنت ۵۹٫۳۹ کیلومتر مربع مساحت و ۷٬۰۳۱ نفر جمعیت دارد.